# أحمد ولد داداه
أحمد ولد داداه (7 أغسطس 1942) سياسي موريتاني ووزير سابق ومحافظ سابق للبنك المركزي، كان زعيم المعارضة الديمقراطية الموريتانية لفترة من الزمن، ترشح للرئاسة أربع مرات في السنوات 1992 و2003 و2007 و2009 وصعد في انتخابات 2007 إلى الشوط الثاني مع سيدي محمد ولد الشيخ عبد الله وحصل على نسبة 47.15% من الأصوات. وهو الأخ الأصغر -غير الشقيق- لأول رئيس لموريتانيا المختار ولد داداه (1924–2003).
أحمد هو سياسي ووزير سابق ومحافظ سابق للبنك المركزي، شغل عدة وظائف عالية في البلاد أثناء حكم أخيه ليصبح بعد ذلك موظفاً سامياً في هيئات اقتصادية ومالية دولية، وأخيرا ومع بداية التسعينيات من القرن الماضي دخل معترك السياسة الموريتانية مرشحا للرئاسة وزعيماً لحزب سياسي معارض، ترشح للرئاسة ثلاث مرات في السنوات 1992 م، 2003 م، 2007 م وفي المرة الأخيرة أحرز نسبة 47.15% من الأصوات.
ولد داداه في 7 أغسطس 1942 م بمدينة بوتلميت، وحصل على ليسانس في الاقتصاد من جامعة السوربون في باريس سنة 1967 م، ودبلوم الدراسات العليا في الاقتصاد جامعة دكار، وهو يجيد اللغة العربية والفرنسية والإنجليزية.

## وظائف ومهام
وتقلد العديد من الوظائف في موريتانيا وخارجها، منها مستشار اقتصادي ومالي للرئيس الموريتاني من 1967 م إلى 1968 م، أمين تنفيذي لمنظمة استثمار نهر السنغال من 1968 م إلى 1971 م، مدير عام شركة الاستيراد والتصدير (سونمكس) من 1971 م إلى 1973 م، محافظ البنك المركزي الموريتاني للفترة من 1973 م إلى 1978 م، وزير المالية والتجارة سنة 1978 م قبل أن يطيح العسكر بحكومة أخيه المختار ولد داداه في يوليو 1978 م، استشاري مستقل ما بين 1983 م و1986 م، خبير في البنك الدولي، موفد كمستشار لحكومة وسط أفريقيا من سنة 1986 م إلى أواخر سنة 1991 م.
كما أسندت إليه وظائف أخرى هي:
رئيس الغرفة التجارية والصناعية في موريتانيا.
رئيس اللجنة الوطنية للصفقات وعضو اللجنة النقدية.
عضو في مجلس إدارة الشركة الوطنية للمناجم (سنيم).
عضو مجلس إدارة ميناء نواكشوط.
عضو مجلس إدارة اتحاد البنوك العربي الفرنسي.
أول رئيس للمركز الأفريقي للدراسات النقدية.
محافظ في صندوق النقد العربي.
محافظ في الصندوق العربي للإنماء الاقتصادي والاجتماعي.
محافظ في البنك العربي للتنمية في أفريقيا.
محافظ في صندوق النقد الدولي.
وكان ولد داداه أيد في البداية اطاحة الرئيس المنتخب وأبدى دعمه للانقلابيين الذين تزعمهم الجنرال محمد ولد عبد العزيز، ثم اتهم رئيس المجموعة العسكرية باعداد ترشيحه إلى انتخابات رئاسية مبكرة و«تحديد نتيجة الانتخابات».

## النشاط السياسي
تعرض أحمد ولد داداه للإقامة الجبرية بعد الانقلاب العسكري الذي أطاح بحكومة أخيه المختار من يوليو/ تموز 1978 إلى نوفمبر/ تشرين الثاني 1982.
وفي نهاية 1991 تم ترشيحه باسم المعارضة الموريتانية للانتخابات الرئاسية الأولى فحصل على نسبة تناهز 33% من الأصوات، وقد اتهم حينها السلطات بتزوير النتائج لصالح مرشح النظام معاوية ولد سيد أحمد الطايع.
وتضم المعارضة التي رشحته حينها قاعدة من بينها الإسلاميون واليساريون والحركات القومية الزنجية وحركة الحر التي تمثل شريحة الحراطين (وهو مصطلح يطلق على الأرقاء السابقين).
وقد التأمت جميع هذه التيارات السياسية عام 1992 في حزب اتحاد القوى الديمقراطية/ عهد جديد، وعين أحمد ولد داداه أمينا عاما له وظل أهم حزب سياسي معارض في تسعينيات القرن الماضي إلى أن حل في 28 أكتوبر/ تشرين الأول 2000 قبل أن يتعرض لسلسة من الانشطارات حيث تولدت منه أغلب أحزاب المعارضة الحالية كما عاد بعض أعضائه ومؤسسيه إلى الحزب الجمهوري الحاكم.
وبعد 9 أشهر من حل حزب اتحاد القوى الديمقراطية أسس مناصرو أحمد ولد داداه حزبا جديدا باسم تكتل القوى الديمقراطية في يوليو/ تموز 2001، ليصبح ولد داداه رئيسه بعد ذلك.
قاطع أحمد الانتخابات الرئاسية التي جرت سنة 1997 إلا أن حزبه شارك في الانتخابات التشريعية التي جرت في شهر أكتوبر/ تشرين الأول 2000. ومن بين نواب الجمعية الوطنية الموريتانية البالغ عددهم 81 يوجد 3 ينتمون إلى تكتل القوى الديمقراطية، كما يتمتع بأغلبية في 3 بلديات من بين 216 هي مجموع البلديات الموريتانية.
وقد دعا أحمد ولد داداه مساء الأربعاء الأول من أبريل 2009 م، وفقاً لما أشارت إليه وكالة الأنباء الفرنسية، إلى «المقاومة الديموقراطية» ضد المجموعة الحاكمة منذ انقلاب السادس من آب/أغسطس لحملها على العودة «إلى جادة الصواب».
وخاطب ولد داداه الأفا من أنصاره الذين عقدوا اجتماعا شعبيا في ستاد نواكشوط، بالقول «سنواصل، إلى جانب القوى الديموقراطية الأخرى، معركتنا المشتركة، ومقاومتنا الديموقراطية بكل أشكال الوسائل الشرعية».
وأضاف أن «السادس من آب/أغسطس الذي وصفناه بأنه فرصة للتصحيح، بدا انقلابا حقيقيا، ولا شيء غير انقلاب أراد منفذوه الاستيلاء على السلطة».
وأكد المعارض التاريخي أنه لن يترشح «لهذه المهزلة الانتخابية التي حددت موعدها السلطة العسكرية في السادس من حزيران/يونيو»، داعيا أنصاره إلى «المقاومة السلمية والحازمة والدؤوبة» ضد «الوحدانية والسلطة الشخصية».
وكان ولد داداه زعيم المعارضة لنظام الرئيس المخلوع سيدي ولد الشيخ عبد الله، أيد في البداية إطاحة الرئيس المنتخب وأبدى دعمه الانقلابيين الذين تزعمهم الجنرال محمد ولد عبد العزيز.
ثم اتهم رئيس المجموعة العسكرية بإعداد ترشيحه إلى انتخابات رئاسية مبكرة و«تحديد نتيجة الانتخابات».
وخلال الاجتماع، دعا ولد داداه الذي كان يقف إلى جانبه زعماء أحزاب الجبهة الوطنية للدفاع عن الديموقراطية التي عارضت انقلاب السادس من آب/أغسطس، ناشطي حزبه إلى «المجيء بكثافة والمشاركة في مسيرة» الخميس التي تنظمها الجبهة الوطنية للدفاع عن الديموقراطية والتي منعتها السلطات.
وأعلن عن «تحرك سياسي مشترك» مع معارضي الانقلاب «لانتزاع حقوقنا والحريات الفردية والجماعية والعودة السريعة إلى ديموقراطية حقيقية».
وأخيرا، وجه ولد داداه «نداء مُلحِّا إلى كبرى البلدان الديموقراطية ولا سيما منها فرنسا» قائلا لها إن «ليس مقبولا أن تؤيد الديكتاتورية ضد الديموقراطية» وطلب من المجموعة الدولية ممارسة «مزيد من الضغوط على المجموعة الحاكمة» حتى «تعود إلى جادة الصواب».